# Cuon alpinus europaeus
Il cuon europeo (Cuon alpinus europaeus) è una sottospecie estinta di cuon alpino indigeno ampiamente diffusa nell'Europa occidentale e centrale durante lo Ioniano. Come i suoi cugini asiatici attuali, si tratta di una forma più progressiva degli altri membri del genere Cuon preistorici, avendo trasformato il suo molare inferiore in un dente tagliente con una sola cuspide. Era praticamente indistinguibile dai cuon attuali, eccetto per la grandezza, prossima a quella del lupo grigio.
Si estinse in gran parte dell'Europa durante l'ultimo periodo glaciale, anche se continuò a resistere fino all'Olocene inferiore nella penisola iberica e in qualche località dell'Italia centro-settentrionale (i fossili più recenti, attribuibili a circa 10.000 anni fa, sono stati trovati al Riparo Fredian presso Molazzana in Garfagnana). È probabile che la competizione interspecifica con i lupi fosse un fattore nella sua estinzione.